# Beluga II
Die Beluga II ist ein zweimastiger Klipper mit weißem Rumpf und weißer Besegelung der Umweltorganisation Greenpeace mit Heimathafen Hamburg.

## Geschichte und Einsatz
Anfang 2003 beauftragte Greenpeace Deutschland die Fridtjof-Nansen-Werft in Wolgast, Mecklenburg-Vorpommern, am Westufer des Peenestroms zum Neubau eines Schiffes vom Typ Klipper. Es war der erste durch Greenpeace in Auftrag gegebene Neubau.
Im August 2004 in Dienst gestellt löste die Beluga II ihre Vorgängerin, die 2004 außer Dienst gestellte Beluga, ab. Namensgeber für beide Schiffe ist der Beluga, ein weißer Gründelwal, der sporadisch in Flüsse einwandert.
Das Schiff ist universell einsetzbar und kann auf sämtlichen europäischen Binnengewässern fahren, sowie vor den Küsten der Nord- und Ostsee, des Atlantiks, des Mittelmeeres, des Kaspischen und des Schwarzen Meeres.

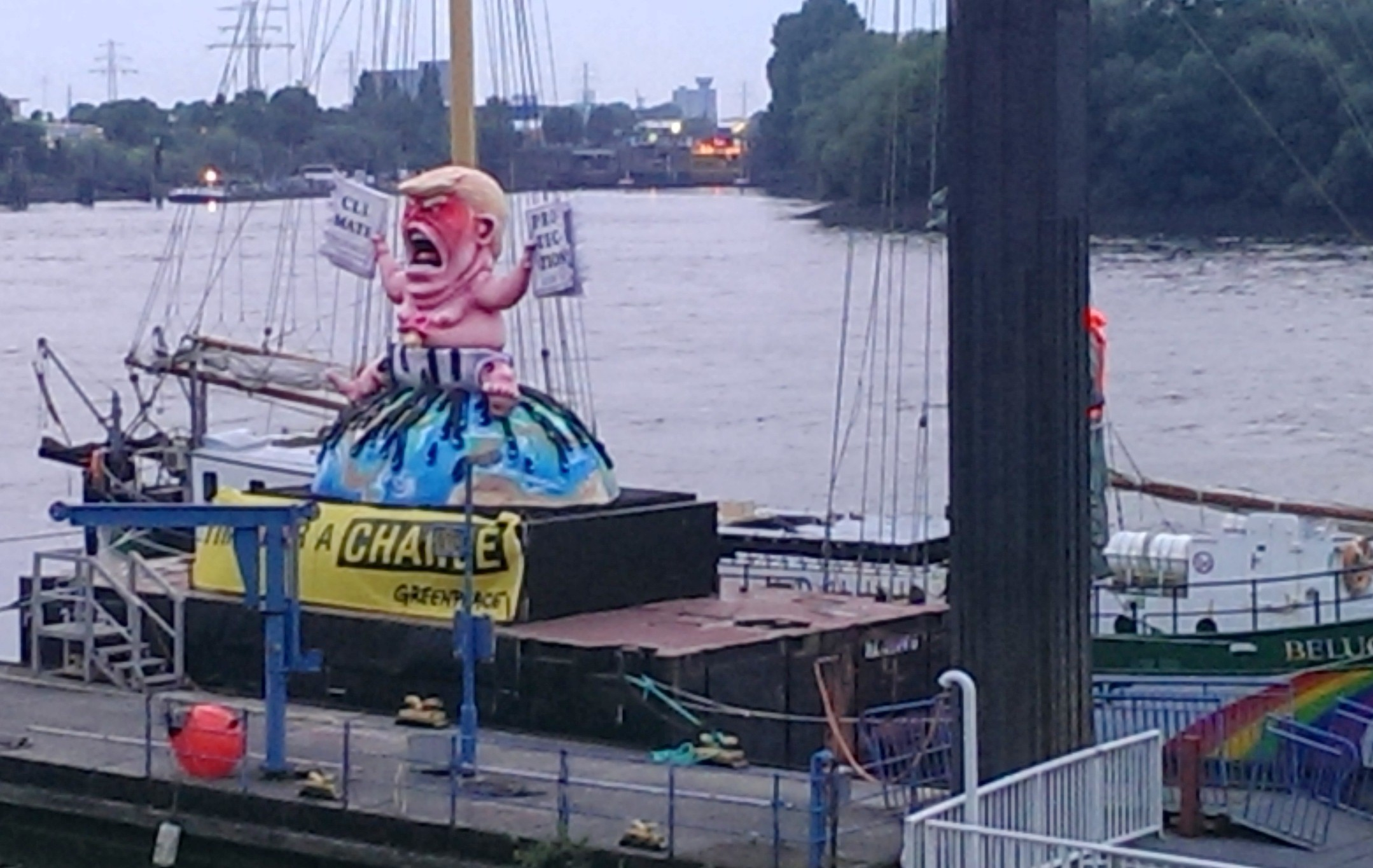
Die Beluga II mit der Schute nach der Beschlagnahmung

Am 7. Juli 2017 wurde die Beluga II bei den Protesten rund um den G20-Gipfel 2017 in Hamburg eingesetzt: Während die eingeladenen Staatsgäste in der Elbphilharmonie zu einem Konzert versammelt waren, führte der Klipper eine Schute mit einer großen Pappmachéfigur Donald Trumps auf der Elbe an der Grenze der marinen Sicherheitszone vorbei. Die Figur zeigt Trump als Baby mit einer Windel, aus der Rohöl quillt, auf der Weltkugel sitzend. Mit rot angelaufenem Kopf und zum Schrei aufgerissenem Mund hält er in beiden Händen die Hälften eines zerrissenen Klimaschutzabkommens. Kleinboote von Greenpeace steuerten auf die Grenze der Sicherheitszone zu und ließen Schwimmer ins Wasser, die auf das Konzerthaus zuschwammen. Die Beluga II mitsamt Schute, die Kleinboote und alle beteiligten Personen wurden wegen gefährlichen Eingriffs in den Schiffsverkehr (§ 315) beschlagnahmt bzw. festgenommen und zum Wasserschutzpolizeikommissariat 3 an der Süderelbe in Hamburg-Harburg gebracht.

## Konstruktion und technische Daten
Das Schiff ist 34,00 Meter lang, 5,60 Meter breit und hat einen Tiefgang von 1,90 Metern. Es hat eine Verdrängung von 135 Tonnen und kann mit seiner 173 kW starken Maschine eine maximale Geschwindigkeit von 8,5 Knoten erreichen; der Brennstoffverbrauch liegt bei circa 20 Litern pro Stunde.
Die elektrische Energieversorgung wird durch einen hydraulisch betriebenen Stromgenerator mit 10 kVA Leistung gewährleistet. Das Gerät wird direkt durch die Schiffshydraulik angetrieben.
Die Brückendurchfahrtshöhe des leeren Schiffes mit stehendem Mast beträgt 27,40 Meter. Da sich jedoch die zwei knapp über 25 Meter hohen Masten mit Hilfe eines Fußgelenkes (Mastkoker) umlegen lassen, beträgt die minimale Brückendurchfahrtshöhe 3,95 Meter.
Die volle Segelfläche der Takelage besteht beläuft sich auf circa 320 Quadratmeter. Zur Besatzung gehören drei bis vier Personen.

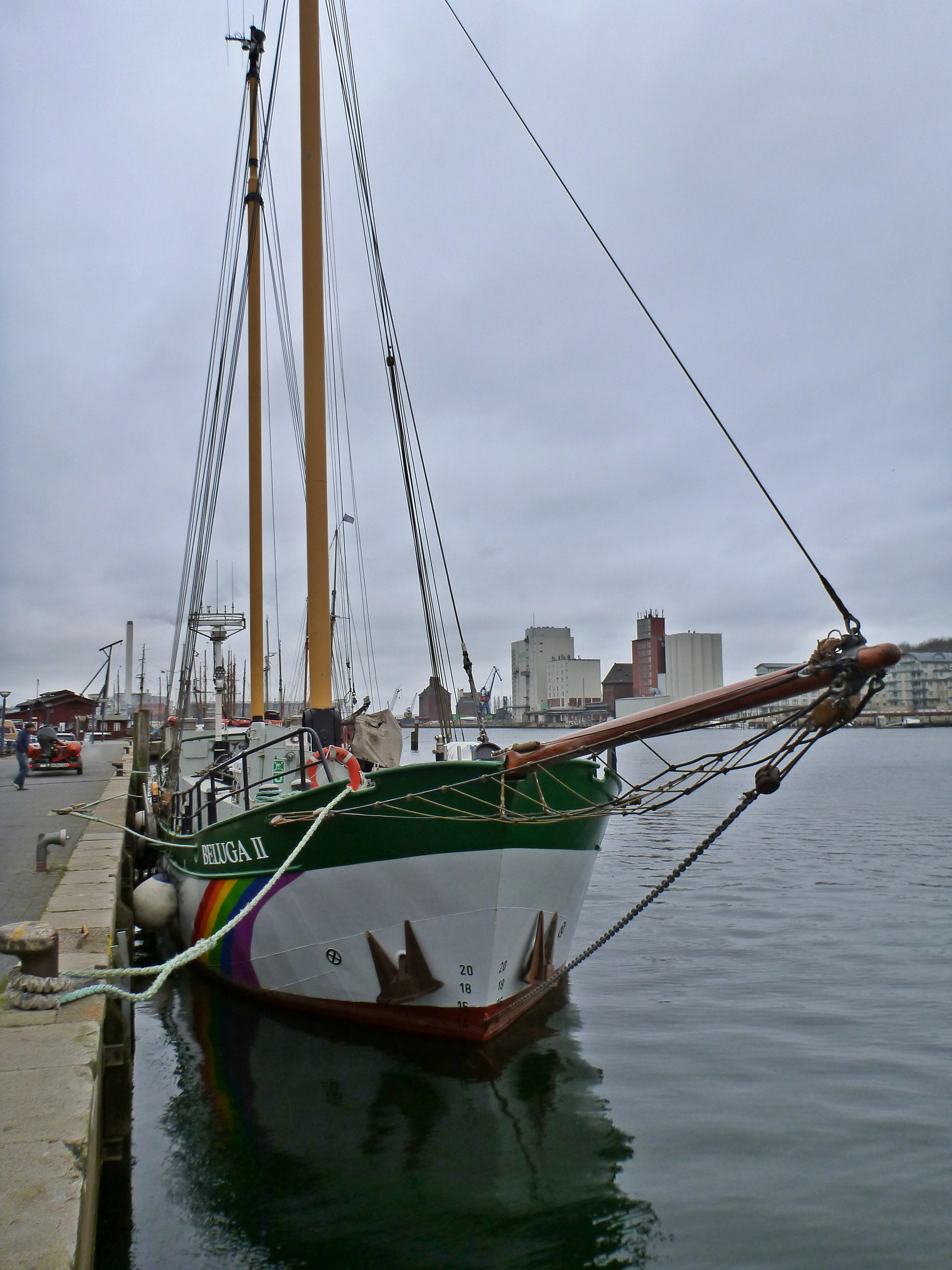
Beluga II im Flensburger Hafen
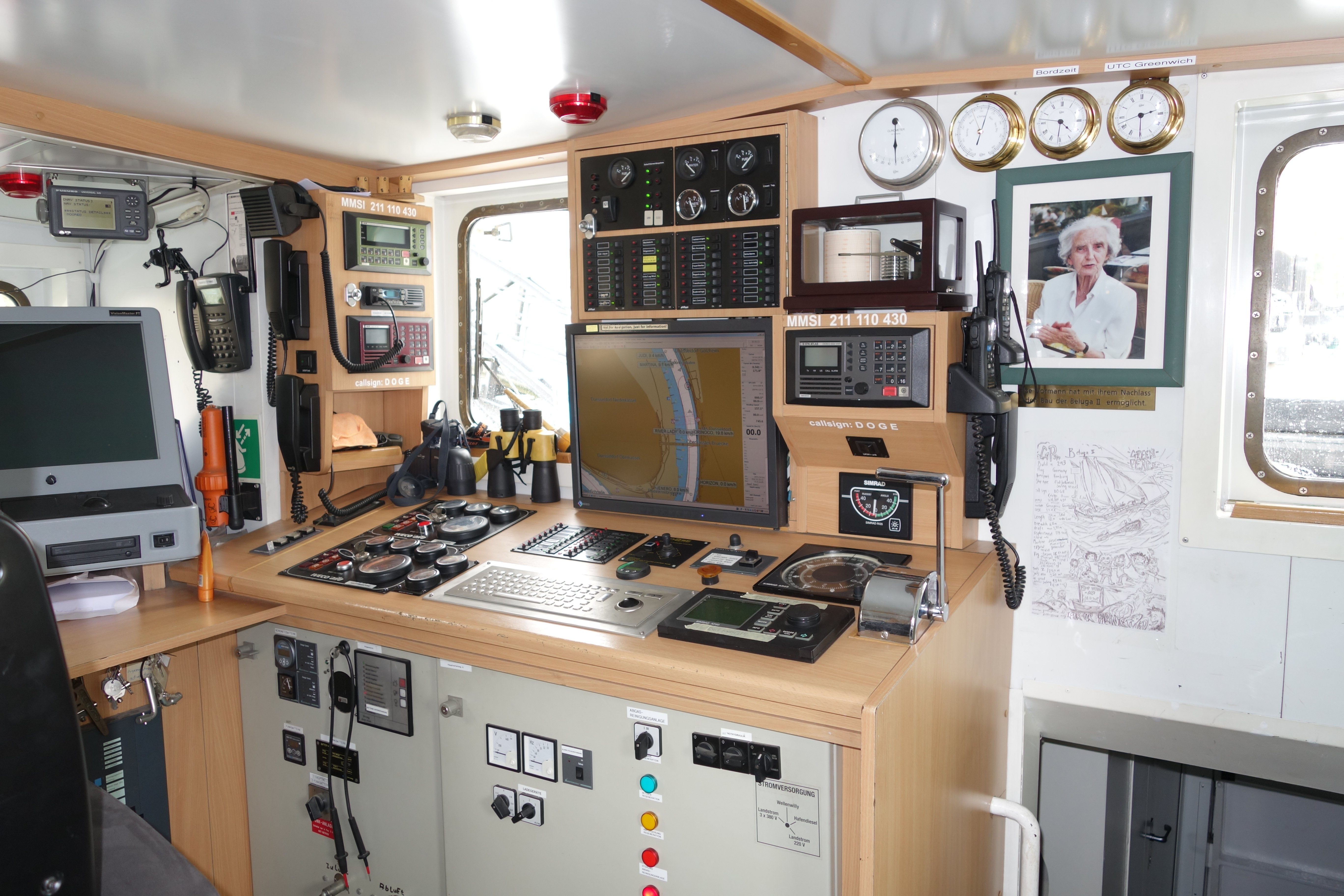
Kommandobrücke mit dem Porträt der Stifterin, aus deren Nachlass-Zuwendung das Schiff im Wesentlichen finanziert wurde.